# Aldo Perroncito
Aldo Perroncito (ur. 1882 w Turynie, zm. 1929) – włoski lekarz patolog.
Syn parazytologa Edoardo Perroncito i Erminii Aletti (bratowej Camillo Golgiego i siostrzenicy Giulio Bizzozero). Uczęszczał do szkoły Massimo d’Azeglio w rodzinnym mieście, po jej ukończeniu w 1899 rozpoczął studia na Uniwersytecie w Pawii. W 1905 ukończył studia z wyróżnieniem. Przez kolejne pięć lat był asystentem w instytucie patologii ogólnej. Specjalizował się też za granicą, w Berlinie i Paryżu. W 1915 został profesorem patologii na Uniwersytecie w Cagliari.
Nazwisko Perroncito wiązane jest głównie z jego pracami nad regeneracją nerwów obwodowych.

## Wybrane prace
- La rigeneratione delle fibre nervosa (1905)
- La rigenerazione delle fibre nervose. Arch. per le sc. méd. 30, ss. 453-462 (1906)
- Sugli effetti della deviazione dal fegato della circolazione portale (1913)
- Sulla derivazione delle piastrine (1920)
- Sulla derivazione delle piastrine dai megacariociti (1920)